# Čvarci
Čvarci su jelo od prženog svinjskog masnog tkiva. 
Tradicionalno, čvarci se pripremaju kuhanjem komadića slanine i masnog mesa u metalnom kotlu. Tijekom kuhanja, mast se istopi i ocijedi a sitni komadi mesa i masnoće se prže i suše. Na početku kuhanja u kotao se ulijeva mlijeko, koje daje zlatnu boju čvarcima.
Čvarci se čuvaju osušeni i serviraju samostalno kao predjelo ili se serviraju uz neka jela kao dodatak.
Čvarci su nedavno postali i političko pitanje. Naime, hrvatski poduzetnik Tomo Galović je zatražio da se slavonski čvarak proglasi autohtonim hrvatskim proizvodom sa zemljopisnim podrijetlom, kao što je i slučaj s kulenom. Slovenija se tada pobunila, tvrdeći kako su čvarci zajednička europska baština.
Jela
- Pita od čvaraka
- Pogačice s čvarcima / Čvarkuše / Krampogače / Forneti od čvaraka